# GM4200
General Motors introduceerde het voorwielaangedreven GM4200-platform in 1983. Het platform was gemaakt voor kleine auto's, zoals de Opel Corsa en de Vauxhall Nova. Het platform werd ook gebruikt door Holden, door Chevrolet in Latijns-Amerika en door Buick in China. Het platform wordt nog steeds gebruikt voor Chevrolet in Latijns-Amerika.

## Modellen op GM4200
- 2010-2021 Chevrolet Montana
- 2009-2016 Chevrolet Agile
- 2006-2012 Chevrolet Prisma
- 2002-2016 Chevrolet Classic
- 2001-2005 Buick Sail
- 2000-2015 Chevrolet Celta
- 1994-2012 Chevrolet Chevy
- 1993-2011 Chevrolet Corsa
- 1993-2000 Holden Barina
- 1993-2000 Opel Corsa B
- 1993-2000 Opel Vita
- 1993-2000 Vauxhall Corsa
- 1983-1992 Opel Corsa A
- 1983-1992 Vauxhall Nova